# Life is But a Dream
Life Is But a Dream är självbiografisk tv-film från 2013, regisserad och producerad av amerikanska sångerskan Beyoncé Knowles. Filmen släpptes den 16 februari 2013 på den amerikanska kanalen HBO, tillsammans med Parkwood Entertainment, Knowles eget förvaltningsbolag. Filmen använder sig av en kombination av professionell film, privat video från Knowles laptop och från hennes revy på Revel Atlantic City från maj 2012.

## Medverkande
- Beyoncé Knowles
- Blue Ivy Carter
- Tina Knowles
- Matthew Knowles
- Solange Knowles
- Kelly Rowland
- Jay-Z
- Michelle Williams
- Daniel Julez Smith, Jr.

|  | \| \| \| \| \| \| |
|  |                   |
|  |                   |
|  |                   |